# Berliner Ensemble

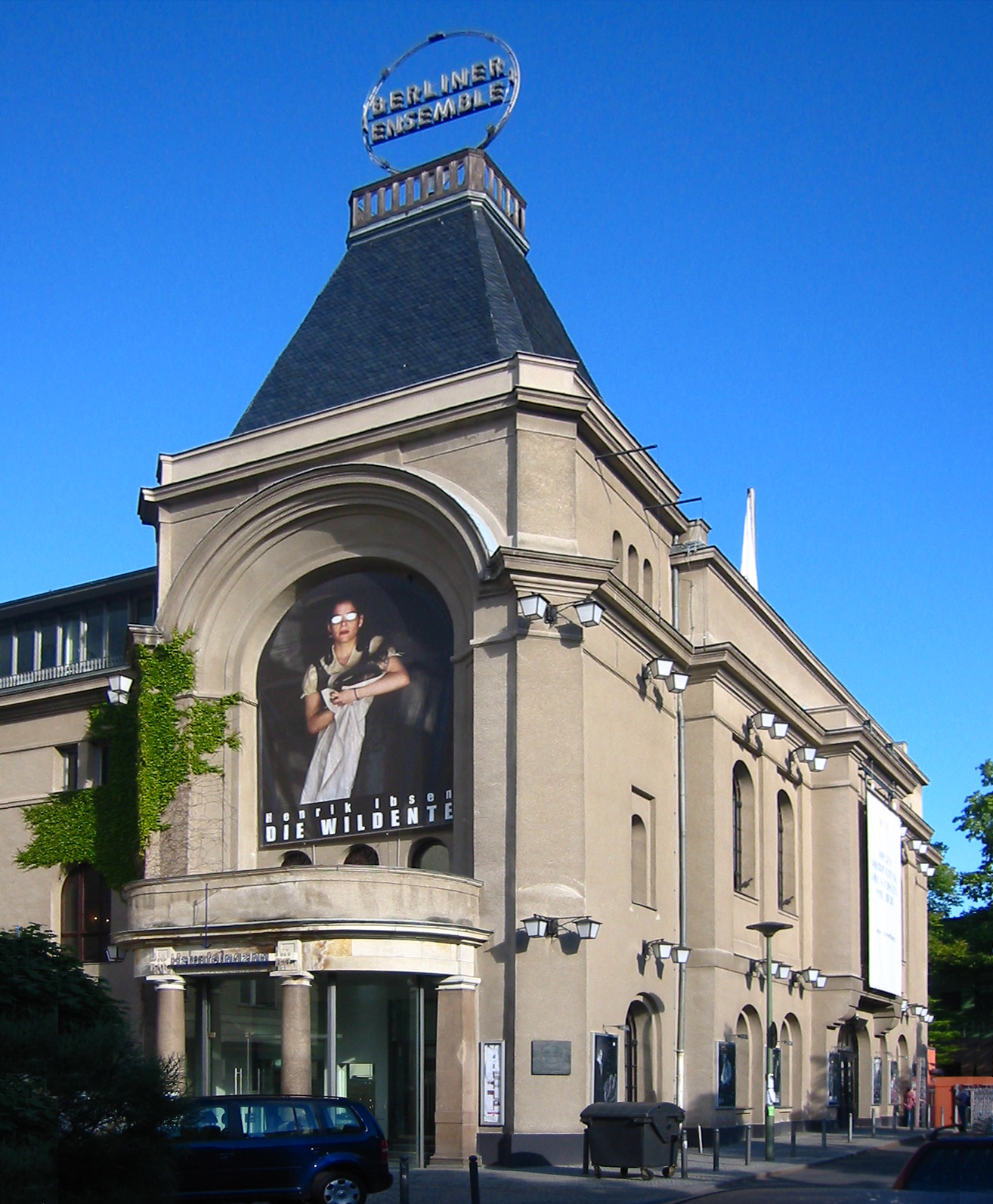
Berliner Ensemble

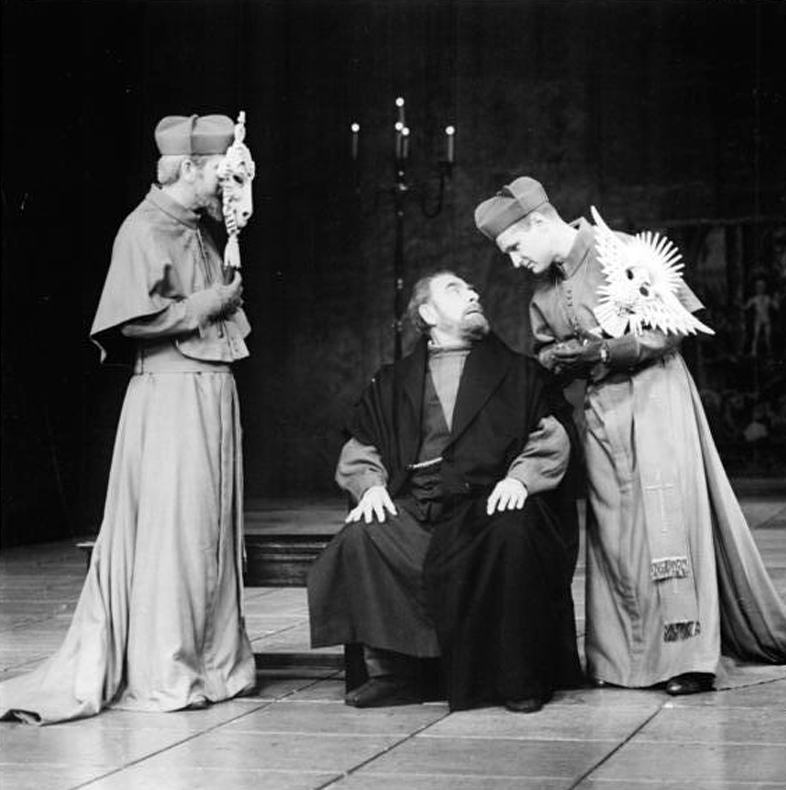
Scena z „Życia Galileusza” Brechta na scenie Berliner Ensemble 1971

Berliner Ensemble (Zespół Berliński) – zespół teatralny w Berlinie założony i kierowany przez Bertolta Brechta, od 19 marca 1954 r. mający siedzibę w budynku Theater am Schiffbauerdamm – budynku teatralnym we wschodniej części miasta, położonym nad Sprewą niedaleko mostu Weidendammer Brücke i reprezentacyjnej Friedrichstraße. Budynek w stylu neobarokowym został wzniesiony według projektu architekta Heinricha Seelinga i oddany do użytku w listopadzie 1892 r.
Zespół Berliner Ensemble został założony przez Brechta w listopadzie 1949 r. po jego decyzji o osiedleniu się w NRD. W skład zespołu weszli aktorzy, którzy uczestniczyli w prapremierze sztuki Brechta „Matka Courage i jej dzieci”. W latach 1949–1954 zespół występował w budynku Deutsches Theater przy Schumannstraße 12/13, niedaleko obecnej siedziby.
Po śmierci Brechta w 1956 r. zespołem kierowała do 1971 Helene Weigel, żona Brechta i współzałożycielka BE. Następnie dyrektorami byli w kolejności:
- 1971–1977 – Ruth Berghaus
- 1977–1991 – Manfred Wekwerth
- 1992–1993 – Matthias Langhoff, Fritz Marquardt, Heiner Müller, Peter Palitzsch, Peter Zadek
- 1993–1994 – Fritz Marquardt, Heiner Müller, Peter Palitzsch, Peter Zadek
- 1995 – Heiner Müller
- 1996: Martin Wuttke
- 1997–1999: Stephan Suschke
- 1999–2017: Claus Peymann
- od 2017: Oliver Reese

W 1992 r. teatr został przekształcony z teatru państwowego w spółkę dotowaną przez rząd.
W 1952 r. teatr wystąpił gościnnie w Polsce (w Warszawie, Łodzi i Krakowie).